# Ферестрау-Оитуз (Бакау)
Ферестрау-Оитуз (рум. Ferestrău-Oituz) насеље је у Румунији у округу Бакау у општини Оитуз. Oпштина се налази на надморској висини од 308 m.

## Становништво
Према подацима из 2002. године у насељу је живело 1088 становника, од којих су сви румунске националности.